# Pellenes univittatus
Pellenes univittatus es una especie de araña saltarina del género Pellenes, familia Salticidae. Fue descrita científicamente por Caporiacco en 1939.
Habita en Etiopía.